# James Edmund Vincent
James Edmund Vincent (17 de noviembre de 1857 - 18 de julio de 1909) fue un abogado galés, conocido como periodista y autor.

## Vida
Nacido el 17 de noviembre de 1857 en St. Anne's, Bethesda, fue el hijo mayor del clérigo James Crawley Vincent, hijo de James Vincent Vincent y entonces encargado allí, y su esposa Grace, hija de William Johnson, rector de Llanfaethlu, Anglesey. Su padre, como vicario de Caernarfon, falleció durante la epidemia de cólera de 1867. Fue elegido para becas en el Eton College y el Winchester College en 1870, eligiendo asistir a este último. En 1876 ganó una beca de estudiantes junior en Christ Church, Oxford, matriculándose el 13 de octubre. Obtuvo una segunda clase en "classical moderations" (moderaciones clásicas) en 1878 y una tercera clase en la escuela clásica final en 1880, cuando se graduó con el título de B.A.
Ingresó en el Inner Temple el 13 de abril de 1881 y fue llamado a la barra el 26 de enero de 1884. Trabajó en el circuito de North Wales y también fue reportero para el Law Times en el departamento de quiebras de la división de Queen's Bench desde 1884 hasta 1889. En 1890 fue nombrado canciller de la diócesis de Bangor.
Vincent se unió al personal de The Times en 1886 y luego, durante la mayor parte de su vida, fue el principal reportero descriptivo del periódico. En 1901, como corresponsal especial, acompañó al duque de Cornwall y York en su gira colonial. Desde 1894 hasta 1897 fue editor de National Observer, después del retiro de W. E. Henley, y de 1897 a 1901 de Country Life.
Vincent compró Lime Close, Drayton, una casa cerca de Abingdon. Murió de pleuritis en una clínica en Londres el 18 de julio de 1909 y fue enterrado en el cementerio de Brookwood. En 1910 se colocó una placa conmemorativa de latón, con inscripción en latín, en la Catedral de Bangor.

## Trabajos
Vincent escribió:
- Football (1885) en la serie "Historical Sporting", junto con Montague Shearman.
- Tenancy in Wales (1887).
- His Royal Highness Duke of Clarence and Avondale, born Jan. 8th, 1864–died Jan. 14, 1892: a memoir (1893), biografía autorizada del príncipe Alberto Víctor, Duque de Clarence y Avondale.
- The Land Question in North Wales (1896), desde el punto de vista de los propietarios de tierras; traducción al galés por Thomas Rowland Roberts.[2]
- The Land Question in South Wales, a defence of the landowners of South Wales and Monmouthshire (1897).[2]
- John Nixon, Pioneer of the Steam Coal Trade in South Wales (1900), sobre John Nixon.
- From Cradle to Crown (1902), relato popular ilustrado de la vida del rey Eduardo VII, reeditado en 1910 como The Life of Edward the Seventh.
- The Memories of Sir Llewelyn Turner (1903), sobre el amigo y colaborador de su padre en el norte de Gales.
- Highways and Byways in Berkshire (1906).
- "Historical surveys" en "W. T. Pike's Berks, Bucks, and Bedfordshire in the Twentieth Century (1907).
- Through East Anglia in a Motor-Car (1907) con ilustraciones de Frank Southgate. Londres: Methuen.[3]
- Hertfordshire in the Twentieth Century (1908).
- Story of the Thames (1909).

Contribuyó ocasionalmente a la Quarterly Review y a la Cornhill Magazine.

## Familia
Vincent se casó el 12 de agosto de 1884 con Mary Alexandra, segunda hija de Silas Kemball Cook, gobernador del Hospital de Marineros en Greenwich. Mary Alexandra sobrevivió a Vincent, junto con sus dos hijas.